# Hans Zimbal
Hans Zimbal (* 24. April 1889 in Pleß, Oberschlesien; † 27. Juli 1961 in Berlin) war ein deutscher Maler, Grafiker und Kunsterzieher.

## Leben
Zimbal besuchte das Gymnasium in Kattowitz und studierte von 1907 bis 1911 an der Königlichen Kunst- und Kunstgewerbeschule zu Breslau, ab 1909 bei Karl Hanusch. 1911 machte er sein Examen als Zeichenlehrer. Von 1911 bis 1912 hatte er ein Stipendium inne und unternahm Studienaufenthalte bei Carl Ernst Morgenstern im Riesengebirge. Zwischen 1912 und 1913 war er an der Dresdner Kunstakademie bei Richard Müller, in den Jahren 1914–16 war Zimbal in Jannowitz im Riesengebirge ansässig und freischaffend tätig.
1915 heiratete Zimbal Elisabeth (geborene Schmedes, 1887–1985), die Schwester der Grafikerin Grete Schmedes. Im Jahr 1916 unterrichtete er zunächst im Zeichenlehrerseminar an der Breslauer Akademie und übernahm bald die Klasse für Schriftgestaltung. Er war bis 1929 dort als Lehrer tätig. Spätestens 1921 wurde er Mitglied des „Künstlerbundes Schlesien“. Er illustrierte 1924 unter anderem das Buch Schlesische Volkslieder mit Bildern u. Weisen von Theodor Siebs, Max Schneider. In den Jahren 1929 bis 1933 war er Lehrer an der städtischen Handwerker- und Kunstgewerbeschule in Breslau.
Zum 1. März 1933 trat Zimbal in die NSDAP ein (Mitgliedsnummer 1.541.283). Er wurde 1934 Lehrer an der Staatlichen Hochschule für Kunsterziehung in Berlin und 1936 zum Professor ernannt. Zwischen 1938 und 1940 war er Direktor der Hochschule. Er nahm an mehreren Ausstellungen teil.
Zimbal hatte eine Tochter Margarete (geboren 1916 in Jannowitz), die mit dem Fotografen Walter Reuter und dessen jüdischer Freundin Sulamith Siliava Deutschland verließ und später als Aktivistin im Spanischen Bürgerkrieg kämpfte. Sie starb im Alter von 20 Jahren.

## Ausstellungen (Auswahl)
- 1941: Große Deutsche Kunstausstellung im Haus der Deutschen Kunst in München (3 Gemälde).[5]
  - Pflügender Bauer
  - Blumenstrauß I und II
- 1943: Junge Kunst im Deutschen Reich[6]
  - Der Gartenschirm
  - Das weisse Segel
  - Boot auf dem Strand
- 25. Juni 2004 bis 25. September 2005: Werkstätten der Moderne. Lehrer und Schüler der Breslauer Akademie 1903–1932. Schlesisches Museum zu Görlitz.[7]
- 11. Mai bis 31. Oktober 2015: Kunst zur Kriegszeit 1914–1918: Künstler aus Schlesien zwischen Hurrapatriotismus und Friedenssehnsucht Schlesisches Museum zu Görlitz.[8]